# Gabriele Panzanini
Gabriele Panzanini oppure Gabrielle da Bologna (Bologna, circa 1540 – circa 1605) è stato un attore italiano.

## Biografia
Gabriele Panzanini nacque a Bologna intorno al 1540.
Panzanini, per sostenere un tipo creato da lui, di sua ideazione, d'umore arlecchinesco, al quale diede nome Francatrippe, lavorò nella Compagnia dei Gelosi, degli Uniti e dei Costanti.
Panzanini Francatrippe parlava una miscela di dialetto bolognese e toscano, e nella raccolta di incisioni Fossard (Recueil Fossard) è raffigurato in piedi dietro il capitano Coccodrillo (XXXVII), oppure mentre cammina rapidamente a quattro zampe seguendo i consigli del suo amico Arlecchino (XXIV). In un'altra incisione (XXIX) è rappresentato armato di un lungo pugnale con il quale vuole colpire Arlecchino, a causa di vicende con Franceschina.
Panzanini Francatrippe indossava una maschera bruna, caratterizzata da un lungo e sensuale naso, dalla barba e da lunghi baffi appuntiti; i suoi pantaloni erano formati da pieghe, così come la sua camicia, che era aperta sul suo collo taurino. Il suo intero costume, incluso il suo cappello, con ampie tese rivolte verso il basso sugli occhi, era bianco.
Secondo la leggenda, a Mantova, dopo aver recitato la favola dei Tre gobbi, evitò di essere impiccato, assieme a due altri importanti attori, grazie all'aiuto di alcune dame che fornirono funi fradicie e quindi difettose. L'impiccagione era stata ordinata dal duca, che evidentemente non aveva gradito lo spettacolo.
Panzanini quindi fu un apprezzato attore delle più importanti compagnie teatrali italiane dell'epoca detta della Commedia dell'arte e assieme alla Compagnia dei Gelosi, degli Uniti e dei Costanti, si esibì davanti alla nobiltà: nel 1574 e nel 1577 per il re Enrico III di Francia, e in seguito viaggiò tutta l'Europa, diffondendo la commedia dell'arte in Francia, Polonia, Spagna, Germania, Inghilterra.